# 7،2-ثنائي هيدرو ثيبين
2,7-ثنائي هيدرو ثيبين هو مماثل مشبع جزئيا للثيبين.